# Рождественский, Дмитрий Сергеевич
Дми́трий Серге́евич Рожде́ственский (26 марта [7 апреля] 1876, Санкт-Петербург — 25 июня 1940, Ленинград) — русский советский физик, основатель и первый директор (1918—1932) Государственного оптического института (ГОИ), один из организаторов оптической промышленности в СССР, академик АН СССР (1929).

## Биография

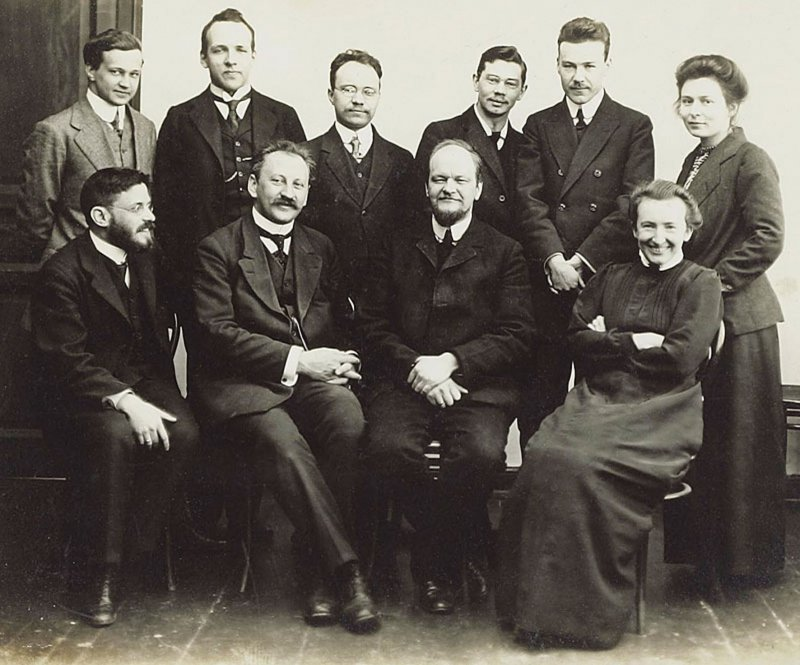
Участники петербургского кружка физиков. Сидят (слева направо): П. Эренфест, А. Иоффе, Д. Рождественский, Т. Афанасьева-Эренфест. Стоят (слева направо): В. Чулановский, Г. Вейхардт, Л. Исаков, Г. Перлиц, В. Бурсиан, Я. Шмидт

Родился 26 марта (7 апреля) 1876 года в Санкт-Петербурге в семье школьного учителя истории, позднее директора народных училищ Петербургской губернии, автора многократно переиздававшихся учебников истории Сергея Егоровича Рождественского (1834—1891).
Как и другие дети (а их в семье было шестеро), получил отличное домашнее воспитание, в совершенстве знал английский, немецкий и французский языки. После смерти отца семья не бедствовала, пенсия и особенно доходы от переиздания учебников позволяли детям учиться, и все они получили высшее образование. В 1894 году Дмитрий Рождественский окончил с серебряной медалью 6-ю петербургскую гимназию. В выпускной характеристике было отмечено: «Рождественский Дмитрий — характера живого, общительного и весьма весёлого; хорошо воспитан, скромен и вежлив; способностей очень хороших, трудолюбив и исполнителен». В 1900 году окончил с дипломом первой степени физико-математический факультет Санкт-Петербургского университета. Был оставлен в университете для подготовки к званию профессора. В 1901 году стажировался в Лейпцигском университете — в лаборатории Отто Винера, а позже, в 1903 году, в Гиссене — в лаборатории профессора Пауля Друде, одного из создателей классической электронной теории.
С 1903 по 1931 год работал в Физическом институте Петербургского — Петроградского — Ленинградского университета (в 1915 году избран заведующим Физическим институтом университета, в 1916 утверждён в звании профессора). В 1908 году женился на Ольге Антоновне Добиаш, впоследствии известном историке и палеографе, члене-корреспонденте АН СССР (1929).
В 1912 году стал лауреатом малой Ломоносовской премии за работу, посвящённую изучению аномальной дисперсии паров в непосредственной близости от полос поглощения (Рождественский Д. С. Аномальная дисперсия в парах натрия. — СПб., 1912. — 93 с.)
В 1916 году был избран президентом Русского физико-химического общества (РФХО) и председателем Отделения физики Общества. В 1919 году организовал на физико-математическом факультете университета физическое отделение и провёл коренную реформу преподавания физики.
В 1921 году избран почётным членом Российского минералогического общества.
С 1918 по 1932 год — директор и научный руководитель Государственного оптического института (ГОИ), созданного по его инициативе в 1918 году. В 1919 году организовал при ГОИ так называемую «Атомную комиссию» для исследования строения атомов и атомных спектров. В период с 1919 по 1927 год занимался организацией производства оптического стекла. В 1922 году организовал Русское оптическое общество. Начиная с 1924 года активно участвовал в создании отечественной оптико-механической промышленности.
В 1925 году избран членом-корреспондентом АН СССР и почётным членом Метрологического совета Главной палаты мер и весов; в 1928 году — почётным членом Общества любителей естествознания, астрономии и этнографии.
В 1929 году избран действительным членом АН СССР.
В 1932 году оставил пост директора ГОИ, предложив для научного руководства институтом кандидатуру академика С. И. Вавилова. До 1939 года заведовал спектроскопическим отделом ГОИ, с 1939 по июнь 1940 года был консультантом лаборатории микроскопии ГОИ и одновременно заведующим спектроскопической лабораторией в Физическом институте Ленинградского университета.
Д. С. Рождественский тяжело переживал смерть жены, последовавшую 30 августа 1939 года, и это предопределило его преждевременный уход из жизни. Приведя в порядок дела и отдав последние распоряжения, 25 июня 1940 года он покончил с собой выстрелом из мелкокалиберной винтовки. Похоронен на Литераторских мостках Волковского кладбища в Ленинграде.

## Учёный, педагог, организатор

### Университет
Первые работы Д. С. Рождественского, относящиеся к 1909—1920 годам посвящены исследованиям аномальной дисперсии света в парах металлов с использованием модифицированного им интерферометра Жамена и так называемого метода «крюков». Аномальная дисперсия, в отличие от «классической», при которой коэффициент преломления уменьшается с увеличением длины волны, наблюдается в области сильных полос поглощения вещества. До Д. С. Рождественского измерение дисперсии в этих областях именно из-за поглощения было чрезвычайно затруднено или невозможно. Ему же удавалось измерять показатель преломления на расстоянии всего до 4×10−5 мкм от центра узких полос поглощения света парами металлов. Впервые Д. С. Рождественский доложил результаты своих исследований на заседании Физического отделения Русского физико-химического общества (РФХО) 8 декабря 1909 года. Работа получила премию имени Ф. Ф. Петрушевского, которая присуждалась, как правило, за оригинальные исследования по физике. 4 марта 1912 года Д. С. Рождественский защитил магистерскую диссертацию на тему «Аномальная дисперсия в парах натрия». За эту работу ему была присуждена высшая награда Академии наук — Ломоносовская премия (1912). Значительно расширив круг исследуемых объектов, Д. С. Рождественский защитил в 1915 году докторскую диссертацию на тему «Простые соотношения в спектрах щелочных металлов», после чего был избран профессором и назначен заведующим Физическим институтом университета. В дальнейшем на основе исследований аномальной дисперсии и структуры спектров Д. С. Рождественский получил принципиально новые данные о строении атомов, выдвинул гипотезу о магнитном происхождении спектральных дублетов и триплетов, связал теоретические представления с практическими задачами спектрального анализа. Крупнейший физик-теоретик А. Зоммерфельд в своей классической монографии назвал полученные Д. С. Рождественским результаты «правильными» (с. 322) и «единственно надёжными» (с. 456), а его статья «Спектральный анализ и строение атома» стала, по словам академика В. П. Линника, «руководством и источником новых идей для советских физиков».
Началом педагогической деятельности Д. С. Рождественского формально следует считать 1 июля 1912 года, когда он был утверждён в звании приват-доцента университета и получил право читать специальные курсы по важнейшим проблемам физики в области оптики, электричества и магнетизма, руководить дипломными работами студентов. Он привлекал их к внеучебным занятиям, семинарам, к участию в заседаниях РФХО, президентом и председателем Физического отделения которого был избран в 1916 году. Постепенно вокруг Д. С. Рождественского начал складываться коллектив физиков, многие из которых получили известность в будущем (А. А. Лебедев, Е. Ф. Гросс, И. В. Обреимов, В. К. Прокофьев, А. И. Стожаров, А. Н. Теренин, С. Э. Фриш, В. М. Чулановский и др.). Исходя из своего опыта получения физического образования, он пришёл к выводу о целесообразности раздельного обучения будущих физиков и математиков с первого курса, необходимости увеличения объёма физических дисциплин и лабораторной практики. В 1919 году он организовал в университете на физико-математическом факультете физическое отделение и провёл коренную реформу преподавания физики. По-существу, с этого времени началась планомерная полноценная и эффективная подготовка в университете специалистов и учёных-физиков, в которой Д. С. Рождественский продолжал принимать активное участие вплоть до 1931 года, когда он полностью сосредоточился на работе в Государственном оптическом институте.

### Оптическое стекло — первые шаги
Д. С. Рождественскому принадлежала ведущая роль в организации исследований оптического стекла и налаживании его промышленного производства сначала в дореволюционной России, а затем и в СССР. Эта задача возникла в начале Первой мировой войны, когда русская армия стала испытывать серьёзную нехватку биноклей, перископов, прицелов и других необходимых оптических приборов. Собственное оптическое стекло для их изготовления Россия не производила, а поставки его из страны-монополиста — Германии прекратились. Ввиду важности проблемы к её решению в конце 1915 года были привлечены лучшие научные и инженерные силы — Д. С. Рождественский, химик И. В. Гребенщиков, вычислители А. И. Тудоровский, а позднее Г. Г. Слюсарев и Е. Г. Яхонтов, инженер Н. Н. Качалов, молодые физики А. А. Лебедев, И. В. Обреимов и др. Совместными усилиями им удалось начать производство оптического стекла на Фарфоровом заводе в Петербурге и даже сварить несколько тонн оптического стекла относительно невысокого качества. Однако хозяйственная разруха, поразившая страну в результате мировой и гражданской войн, привела в 1918 году к полной остановке завода. Тем не менее, слаженная работа участников группы и комплексный подход к делу послужили хорошей подготовкой для организации будущего оптического института.

### Создание ГОИ
Создание в 1918 году и руководство Государственным оптическим институтом (ГОИ) — научным учреждением нового типа, совмещающим в одном коллективе фундаментальные исследования и прикладные разработки, стало на много лет главным делом жизни Д. С. Рождественского. Он был убеждён, что именно такой комплексный институт необходим для решения насущной задачи молодого государства — создать собственную оптическую промышленность — и не раз высказывался о целях и задачах будущего института. Ему принадлежали инициатива, подготовка учредительных документов, детальный план и организация института, формирование его коллектива из числа коллег по университету и других крупных учёных. Для пополнения института молодыми кадрами Д. С. Рождественский лично отбирал способных студентов-физиков университета и зачислял их в штат «лаборантами при мастерских» для совмещения учёбы с экспериментальной и исследовательской работой в ГОИ, составлял для каждого программу занятий. Это была ещё одна сторона педагогической деятельности Д. С. Рождественского. Первый по времени зачисления в «лаборанты» будущий профессор А. И. Стожаров писал: «Он первый создал прообраз современной аспирантуры». Из этой группы вышли будущие академики А. Н. Теренин и В. А. Фок, члены-корреспонденты Академии наук Е. Ф. Гросс и С. Э. Фриш, доктора наук Ф. Л. Бурмистров, А. А. Гершун, А. Н. Захарьевский, В. К. Прокофьев, Л. В. Шубников и другие. В 1919 году по инициативе Д. С. Рождественского начал выходить печатный орган института — «Труды ГОИ». 

Труды ГОИ со статьёй Д. С. Рождественского «Спектральный анализ и строение атомов». 1920 г.

В 1922 году он организует Русское оптическое общество, работавшее до 1929 года и возобновившее свою деятельность в 1989 году (с 2001 года — Оптическое общество им. Д. С. Рождественского).
Основными направлениями работы ГОИ с самого начала стали производство и исследование оптических материалов, спектральный анализ и строение атомов, расчёт и создание оптических приборов. Большинство работ по двум первым направлениям проходили под руководством или с участием Д. С. Рождественского.

### Оптическое стекло — первые успехи
Продолжая настойчивые попытки возобновить производство оптического стекла, Д. С. Рождественский добился передачи в ведение ГОИ законсервированного Государственного завода оптического стекла — производства, выделенного из состава Фарфорового завода. В 1922 году он обращается к руководству страны с «Запиской об оптическом стекле» (опубликована как исторический документ в 1932 году). Д. С. Рождественский излагает в ней значение и историю мировой оптической промышленности, однозначно связывает необходимость пуска завода с деятельностью ГОИ. «Замечательная», по выражению профессора К. К. Баумгарта, «Записка» достигла своей цели и в 1923 году завод снова заработал. Техническим директором был назначен Н. Н. Качалов, научными консультантами Д. С. Рождественский и И. В. Гребенщиков. Под руководством Д. С. Рождественского в ГОИ А. А. Лебедевым, И. В. Обреимовым, Л. И. Дёмкиной, Г. Н. Раутианом и другими были проведены исследования, позволившие добиться высокого качества получаемого оптического стекла. Завод быстро наращивал мощности и, начиная с 1927 года, вместе с пущенным в 1925 году Изюмским заводом оптического стекла полностью удовлетворял потребности промышленности. В 1935 году за особые заслуги в организации производства Д. С. Рождественский зачислен в «Золотой фонд» Завода оптического стекла в Ленинграде.

### «Атомная комиссия»
Работы по атомной спектроскопии начала 1920-х годов выдвинули Д. С. Рождественского в число ведущих учёных-исследователей страны. Признанием высокого научного авторитета Д. С. Рождественского и созданной им научной школы явилось избрание его в 1925 году членом-корреспондентом АН СССР. Спустя всего четыре года, в 1929 году, он избран действительным членом АН СССР. Исследования велись по программе так называемой «Атомной комиссии», созданной по предложению Д. С. Рождественского в январе 1919 года. В состав комиссии вошли известные физики, математики, астрономы — Д. С. Рождественский (председатель), А. Ф. Иоффе, О. Д. Хвольсон, В. Р. Бурсиан, Ю. А. Крутков, А. Н. Крылов, А. И. Тудоровский, А. А. Фридман, Я. Д. Тамаркин, Е. Г. Яхонтов и другие. Более двадцати работ с участием членов комиссии, в том числе семь самого Д. С. Рождественского, были опубликованы в Трудах ГОИ.
Непрерывно возрастающие обязанности по руководству ГОИ (а к началу 1932 года в шести научных отделах института уже работало около 250 сотрудников) и участие в организации оптической промышленности оставляли Д. С. Рождественскому всё меньше времени для личной научной работы. В период 1925—1930 годов им были опубликованы всего две научные работы. Это привело его к решению оставить пост директора и научного руководителя ГОИ. 1 сентября 1932 года по предложению Д. С. Рождественского научным руководителем института был назначен молодой академик Сергей Иванович Вавилов. Дмитрий Сергеевич сохранил за собой должность начальника спектроскопического отдела ГОИ.

### Последние годы жизни и деятельности
Уменьшение административной нагрузки позволило Д. С. Рождественскому сосредоточиться на научной работе в области спектроскопии и микроскопии и, кроме того, подготовить детальный план оптического раздела для Физической энциклопедии, организовать и возглавить Комиссию Академии наук по изучению редкоземельных элементов, работать в Комиссии по Менделеевским премиям и организации Менделеевских чтений, разработать проект реорганизации Библиотеки Академии наук, выступать с докладами, в том числе на принципиально важной для определения путей развития науки в стране сессии АН СССР в марте 1936 года. Тем не менее, обстоятельства сложились так, что в декабре 1938 года Д. С. Рождественский с группой сотрудников ушёл из ГОИ и 1 января 1939 года вернулся в Физический институт университета, перенеся туда же свои исследования. Это было связано с реорганизацией ГОИ, направленной на усиление его отраслевых функций и сокращение ряда научных работ, не имеющих, по мнению руководства, непосредственной связи с практикой. Должность, которую он оставил за собой в ГОИ, — консультант в лаборатории микроскопии. Д. С. Рождественский и раньше интересовался этой тематикой применительно к своему давнему увлечению — биологии. В работах 1939 −1940-х годов он установил законы образования изображений в микроскопе с учётом реальных условий освещения, рассмотрел методы наблюдения сложных (прозрачных) объектов. Только за последний год жизни Д. С. Рождественский подготовил свою наиболее объёмистую статью по теории микроскопии, собрал экспериментальную установку и провёл совместно с помощником Н. П. Пенкиным исследования аномальной дисперсии в пара́х тугоплавких металлов, результаты которых были опубликованы уже после его смерти.
Незадолго до ухода из жизни Д. С. Рождественский в частном письме, адресованном Т. П. Кравцу, писал:

…что бы ни случилось далее, наша страна сделала первое и мощное, полное успеха усилие за истинное равенство людей, первый шаг по пути социализма. Она начала планомерную, упорную и суровую борьбу за любовь людей друг к другу, за свободу — истинную свободу народов.
Ольге Антоновне и мне как рядовым работникам дана была великая радость принять участие в этом устремлении и бросить на него наши усилия. Этим осветилась вторая половина нашей жизни, дан был ей смысл, дана была цель, и мы оба всегда верили, что она будет достигнута быстро, несмотря на грозный ещё мрак кругом нашей страны.

## Адреса в Санкт-Петербурге — Петрограде — Ленинграде
- 1912—1915 — Тучков переулок, 5[37].
- 1915—1931 — Университетская набережная, 7.
- 1931—1939 — Биржевая линия Васильевского острова, 14.
- 1939—1940 — Биржевая линия Васильевского острова, 4.
- 1916—1940 — Биржевая линия Васильевского острова, 14 (работал).

## Память
- Для увековечивания памяти Д. С. Рождественского ежегодно, начиная с 1947 года, в ГОИ проводятся чтения его имени[38].
- В фойе главного здания ГОИ в 1976 году установлен бюст-памятник Д. С. Рождественскому.
- На здании Государственного оптического института (ГОИ) в 1968 году установлена мемориальная доска (архитектор Л. Г. Бадалян) с текстом: «В этом здании с 1916 по 1940 год жил и работал выдающийся советский физик, организатор и первый директор Государственного института, академик Дмитрий Сергеевич Рождественский»[39].
- 25 августа 1969 года Совет Министров СССР учредил премию имени Д. С. Рождественского за работы в области оптики.
- В 1970 г. Международный астрономический союз присвоил имя Д. С. Рождественского кратеру на обратной стороне Луны
- В 1995 году Академией наук учреждена премия имени Д. С. Рождественского за работы в области оптики.
- В 1990 году имя Д. С. Рождественского присвоено Оптическому обществу России[40].
- Труды Д. С. Рождественского издавались дважды — в 1949 и 1964 гг.[41][42].
- В честь основанного Д. С. Рождественским института и его лично названа малая планета (5839) ГОИ, открытая в 1974 году в Крымской астрофизической обсерватории[43].